# Finale Europees kampioenschap voetbal 1972
De finale van het Europees kampioenschap voetbal 1972 werd gehouden op 18 juni 1972 in het Heizelstadion in Brussel. West-Duitsland bereikte voor de eerste keer de finale en nam het op tegen de Sovjet-Unie. Voor de Sovjet-Unie was het de derde Europese finale in vier edities. Twee weken voor deze finale was er een vriendschappelijke wedstrijd tussen de landen; West-Duitsland won met 4-1 door vier goals van Gerd Müller. Nu deed Müller het weer, hij scoorde twee keer en loodste West-Duitsland zo naar een klinkende 3-0 zege. Het spel was uitermate spectulair met Günter Netzer als uitblinkende spelbepaler. Later het jaar won aanvoerder Franz Beckenbauer de titel beste Europese speler van het jaar in het blad L'Equipe achter Müller en Netzer.

## Wedstrijdgegevens
|                                                   |                                  |                |             |                                                                                              |
| 18 juni 1972 «onderlinge duels» 16:00 uur (UTC+1) | West-Duitsland                   | 3 – 0          | Sovjet-Unie | Heizelstadion, Brussel Toeschouwers: 43.066 Scheidsrechter: Ferdinand Marschall (Oostenrijk) |
| 18 juni 1972 «onderlinge duels» 16:00 uur (UTC+1) | Müller 27' Wimmer 51' Müller 58' | Verslag (UEFA) |             | Heizelstadion, Brussel Toeschouwers: 43.066 Scheidsrechter: Ferdinand Marschall (Oostenrijk) |

| Sovjet-Unie | West-Duitsland |

| Sovjet-Unie:         |    |                       |            |
|                      |    |                       |            |
| GK                   | 1  | Jevgeni Roedakov      |            |
| RB                   | 2  | Revaz Dzodzoeasjvli   |            |
| CB                   | 3  | Moertaz Choertsilava  | Kreeg geel |
| CB                   | 12 | Vladimir Kaplitsjny   | Kreeg geel |
| LB                   | 13 | Joeri Istomin         |            |
| CM                   | 6  | Viktor Kolotov        |            |
| CM                   | 7  | Vladimir Trosjkin     |            |
| CM                   | 14 | Anatoli Konkov        | 46'        |
| RW                   | 8  | Anatoli Bajdatsjny    |            |
| CF                   | 9  | Anatoli Banisjevski   | 66'        |
| LW                   | 18 | Vladimir Onisjtsjenko |            |
| Wisselspelers:       |    |                       |            |
| FW                   | 11 | Oleg Dolmatov         | 46'        |
| FW                   | 15 | Eduard Kozynkevych    | 66'        |
| Coach:               |    |                       |            |
| Aleksandr Ponomarjov |    |                       |            |

| West-Duitsland: |    |                          |
|                 |    |                          |
| GK              | 1  | Sepp Maier               |
| RB              | 2  | Horst-Dieter Höttges     |
| CB              | 5  | Franz Beckenbauer        |
| CB              | 4  | Hans-Georg Schwarzenbeck |
| LB              | 3  | Paul Breitner            |
| CM              | 6  | Herbert Wimmer           |
| CM              | 10 | Günter Netzer            |
| AM              | 8  | Uli Hoeneß               |
| RW              | 9  | Jupp Heynckes            |
| CF              | 13 | Gerd Müller              |
| LW              | 11 | Erwin Kremers            |
| Coach:          |    |                          |
| Helmut Schön    |    |                          |

FFUSSR · A-internationals · Bondscoaches · Vrouwenelftal van de Sovjet-Unie · Sovjet-Unie U18 · Sovjet-Unie U16
1920 – 1929 · 
1950 – 1959 · 
1960 – 1969 · 
1970 – 1979 · 
1980 – 1989 · 
1990 – 1992
EK 1960 · 
EK 1964 · 
EK 1968 · 
EK 1972 · 
EK 1976 · 
EK 1980 · 
EK 1984 · 
EK 1988 · 
EK 1992** 
WK 1958 · 
WK 1962 · 
WK 1966 · 
WK 1970 · 
WK 1974 · 
WK 1978 · 
WK 1982 · 
WK 1986 · 
WK 1990
OS 1952 ·
OS 1956 ·
OS 1960 · 
OS 1964 · 
OS 1968 · 
OS 1972 ·
OS 1976 ·
OS 1980 ·
OS 1984 · 
OS 1988
1923 · 
1924 · 
1925 · 
1926–1951 · 
1952 · 
1953 · 
1954 · 
1955 · 
1956 · 
1957 · 
1958 · 
1959 · 
1960 · 
1961 · 
1962 · 
1963 · 
1964 · 
1965 · 
1966 · 
1967 · 
1968 · 
1969 · 
1970 · 
1971 · 
1972 · 
1973 · 
1974 · 
1975 · 
1976 · 
1977 · 
1978 · 
1979 · 
1980 · 
1981 · 
1982 · 
1983 · 
1984 · 
1985 · 
1986 · 
1987 · 
1988 · 
1989 · 
1990 · 
1991 · 
1992** 
Algerije ·
Argentinië ·
België ·
Brazilië ·
Bulgarije ·
Canada ·
Chili ·
China ·
Colombia ·
Costa Rica ·
Cyprus ·
DDR ·
Denemarken ·
Duitsland ·
El Salvador ·
Engeland ·
Finland ·
Frankrijk ·
Griekenland ·
Guatemala ·
Hongarije ·
Ierland ·
IJsland ·
India ·
Iran ·
Israël ·
Italië ·
Japan ·
Joegoslavië ·
Kameroen ·
Koeweit ·
Luxemburg ·
Marokko ·
Mexico ·
Nederland ·
Nieuw-Zeeland ·
Noord-Ierland ·
Noord-Korea ·
Noorwegen ·
Oostenrijk ·
Peru ·
Polen ·
Portugal ·
Roemenië ·
Schotland ·
Spanje ·
Syrië ·
Tsjecho-Slowakije ·
Tunesië ·
Turkije ·
Uruguay ·
Verenigde Staten ·
Wales ·
Zweden ·
Zwitserland
België (1982) ·
Duitsland (1972) ·
Joegoslavië (1960) ·
Nederland (1988) ·
Polen (1982) ·
Spanje (1964)
** = Onder de naam Gemenebest van Onafhankelijke Staten
1 Maier ·
2 Höttges ·
3 Breitner ·
4 Schwarzenbeck ·
5 Beckenbauer  ·
6 Wimmer ·
7 Grabowski ·
8 Hoeneß ·
9 Heynckes ·
10 Netzer ·
11 E. Kremers ·
13 Müller ·
14 Vogts ·
15 Bonhof ·
16 Bella ·
17 Löhr ·
18 Köppel ·
22 Kleff ·
Coach: Schön
DFB · A-internationals · Bondscoaches · Duits vrouwenelftal · Olympisch elftal · Duitsland U21 · Duitsland U20 · Duitsland U19 · Duitsland U18 · Duitsland U17 · Duitsland U16 · Vrouwen U17
1905 – 1919 · 
1920 – 1929 · 
1930 – 1939 · 
1940 – 1949 · 
1950 – 1959 · 
1960 – 1969 · 
1970 – 1979 · 
1980 – 1989 · 
1990 – 1999 · 
2000 – 2009 · 
2010 – 2019 · 
2020 – 2029
EK's: 1972 · 
1976 · 
1980 · 
1984 · 
1988 · 
1992 · 
1996 · 
2000 · 
2004 · 
2008 · 
2012 · 
2016 · 
2020 · 
2024
CC: 1999 · 
2005 · 
2017
WK's: 1934 ·
1938 · 
1954 · 
1958 · 
1962 · 
1966 · 
1970 · 
1974 · 
1978 · 
1982 · 
1986 · 
1990 · 
1994 · 
1998 · 
2002 · 
2006 · 
2010 · 
2014 · 
2018 · 
2022
OS: 1912 ·
1928 ·
1936 ·
2016 ·
2020
Albanië ·
Algerije ·
Argentinië ·
Armenië ·
Australië ·
Azerbeidzjan ·
België ·
Bohemen en Moravië ·
Bolivia ·
Bosnië en Herzegovina ·
Brazilië ·
Bulgarije ·
Canada ·
Chili ·
China ·
Colombia ·
Costa Rica ·
Cyprus ·
DDR ·
Denemarken ·
Ecuador ·
Egypte ·
Engeland ·
Estland ·
Faeröer ·
Finland ·
Frankrijk ·
Georgië ·
Ghana ·
Gibraltar ·
GOS ·
Griekenland ·
Hongarije ·
Ierland ·
IJsland ·
Iran ·
Israël ·
Italië ·
Ivoorkust ·
Japan ·
Joegoslavië ·
Kameroen ·
Kazachstan ·
Koeweit ·
Kroatië ·
Letland ·
Liechtenstein ·
Litouwen ·
Luxemburg ·
Malta ·
Marokko ·
Mexico ·
Moldavië ·
Nederland ·
Nieuw-Zeeland ·
Nigeria ·
Noord-Ierland ·
Noord-Macedonië ·
Noorwegen ·
Oekraïne ·
Oman ·
Oostenrijk ·
Paraguay ·
Peru ·
Polen ·
Portugal ·
Roemenië ·
Rusland ·
Saarland ·
San Marino ·
Saoedi-Arabië ·
Schotland ·
Servië ·
Servië en Montenegro · 
Slovenië ·
Slowakije ·
Sovjet-Unie ·
Spanje ·
Thailand ·
Tsjechië ·
Tsjecho-Slowakije ·
Tunesië ·
Turkije ·
Uruguay ·
Verenigde Arabische Emiraten ·
Verenigde Staten ·
Wales ·
Wit-Rusland ·
Zuid-Afrika ·
Zuid-Korea ·
Zweden ·
Zwitserland
Algerije (1982) · 
Algerije (2014) · 
Argentinië (1986) ·
Argentinië (1990) ·
Argentinië (2006) ·
Argentinië (2014) · 
Australië (2010) ·
België (1980) · 
Brazilië (2002) ·
Brazilië (2014) · 
Chili (1982) ·
Costa Rica (2006) ·
Denemarken (1992) ·
Denemarken (2012) · 
Ecuador (2006) ·
Engeland (1966) ·
Engeland (1982) ·
Engeland (2010) ·
Engeland (2021) ·
Frankrijk (2014) · 
Frankrijk (2021) · 
Ghana (2014) ·
Griekenland (2012) · 
Hongarije (1954, 2) ·
Hongarije (2021) ·
Italië (1982) ·
Italië (2006) ·
Italië (2012) · 
Japan (2022) · 
Kroatië (2008) ·
Mexico (2018) ·
Nederland (1974) ·
Nederland (2012) ·
Oekraïne (2016) ·
Oostenrijk (1982) ·
Oostenrijk (2008) ·
Polen (2006) ·
Polen (2008) ·
Polen (2016) ·
Portugal (2006) ·
Portugal (2008) ·
Portugal (2012) ·
Portugal (2014) ·
Portugal (2021) ·
Servië (2010) ·
Sovjet-Unie (1972) · 
Spanje (1982) ·
Spanje (2008) ·
Spanje (2022) ·
Tsjechië (1996, 2) · 
Tsjecho-Slowakije (1976) ·
Turkije (2008) ·
Verenigde Staten (2014) ·
Zuid-Korea (2018) ·
Zweden (2006)